# چشمه غنیبی
چشمه غنیبی یا غنبی، از جمله چشمه‌های شهرستان سروستان در استان فارس است.
این چشمه در ۲۰ کیلومتری شهر سروستان و در تنگ غنبی واقع است و دارای آب شیرین می‌باشد.این چشمه از جاذبه‌های گردشگری شهرستان سروستان محسوب می‌شود و در چندکیلومتری جاده سروستان-خرامه قرار گرفته است.